# 크사버 슐라거
크사버 슐라거(독일어: Xaver Schlager, 독일어 발음: [ˈksaːvɐ ˈʃlaːɡɐ];, 1997년 9월 28일 ~ )는 오스트리아의 축구 선수이다. 그의 포지션은 수비형 미드필더로, 현재 독일 분데스리가의 RB 라이프치히에서 활약하고 있다.

## 클럽 경력

### 레드불 잘츠부르크
슐라거는 SC 장크트 발렌틴 유소년 팀을 거쳐 2011년 FC 레드불 잘츠부르크 유소년 팀에 입단해 차근차근 연령별 단계를 밟았으며, 2015년 FC 레드불 잘츠부르크의 팜팀인 FC 리퍼링으로 이적했다.
2017–18 시즌에 잘츠부르크는 역대 최고의 유럽 대회 성적을 거두었다. 유로파리그 조 1위를 차지하며 결선 토너먼트에 진출해 레알 소시에다드와 보루시아 도르트문트 그리고 SS 라치오를 꺾고 사상 최초로 UEFA 유로파리그 준결승에 진출했다. 2018년 5월 3일, 그는 2-1로 승리한 마르세유와의 준결승전에서 선발 출전했지만 연장전에 마르세유가 득점에 성공하면서 합계 3-2로 패해 탈락했다.

### VfL 볼프스부르크
2019년 6월 26일, 슐라거는 분데스리가의 VfL 볼프스부르크와 계약을 맺고 이적했다. 볼프스부르크에서 활약하는 동안, 슐라거는 분데스리가 69경기를 포함하여, 모든 대회에서 81경기에 출전했다. 그는 마지막 시즌에 부상으로 리그 20경기를 놓쳤지만, 경기당 평균 27번의 압박을 가했고, 1골 2도움을 기록했다.

### RB 라이프치히
2022년 6월 17일, 슐라거는 볼프스부르크 계약에서 방출 조항을 활성화한, 분데스리가 라이벌 RB 라이프치히로 이적했다. 슐라거는 라이프치히가 2023년에 DFB-포칼과 DFL-슈퍼컵을 우승하는 데 기여했으며, DFL-슈퍼컵 결승전에서는 선발 출전했고, DFB-포칼 결승전에서는 교체 출전했다.

## 국가대표팀 경력
슐라거는 오스트리아 U-16, U-17, U-19 대표팀 일원으로 활약했고, 오스트리아 U-19 대표팀 일원으로 2015년 UEFA U-19 축구 선수권 대회에 참가했다. 2018년 3월 23일, 그는 3-0으로 이긴 슬로베니아와의 친선 경기에서 오스트리아 성인 국가대표팀 데뷔전을 치렀다.

## 수상 내역
레드불 잘츠부르크
- 오스트리아 분데스리가: 2015–16, 2016–17, 2017–18, 2018–19[7]
- 오스트리아컵: 2015–16, 2016–17, 2018–19[7]

RB 라이프치히
- DFB-포칼: 2022–23[10]
- DFL-슈퍼컵: 2023[11]